# Campeonato Mundial de Atletismo de 2009 - 400 m com barreiras masculino
A prova dos 400 metros com barreiras masculino do Campeonato Mundial de Atletismo de 2009 foi disputada nos dias 15 (eliminatórias), 16 (semifinais) e 18 de agosto (final), no Olympiastadion, em Berlim.

## Recordes
Antes desta competição, os recordes mundiais e do campeonato nesta prova eram os seguintes:
| Tipo                  | Atleta      | Tempo | Local     | Data                 | Ref |
| --------------------- | ----------- | ----- | --------- | -------------------- | --- |
|                       | Kevin Young | 46.78 | Barcelona | 6 de agosto de 1992  | ver |
| Recorde do campeonato | Kevin Young | 47.18 | Stuttgart | 19 de agosto de 1993 | ver |

## Medalhistas
| Ouro                 | Prata               | Bronze                 |
| Kerron Clement (USA) | Javier Culson (PUR) | Bershawn Jackson (USA) |

## Resultados

### Eliminatórias
Estes são os resultados das eliminatórias. Os 32 atletas inscritos foram divididas em quatro baterias, se classificando para as semifinais os três melhores de cada bateria (Q), mais os quatro melhores tempos no geral (q).
| Bateria 1 | Bateria 1              | Bateria 1 | Bateria 1            |
| Pos.      | Atleta                 | Tempo     | Notas                |
| --------- | ---------------------- | --------- | -------------------- |
| 1         | JAM Isa Phillips       | 48.99 (Q) |                      |
| 2         | GRE Periklís Iakovákis | 49.12 (Q) | Recorde da temporada |
| 3         | USA Johnny Dutch       | 49.38 (Q) |                      |
| 4         | URU Andrés Silva       | 49.51 (q) | Recorde nacional     |
| 5         | JPN Kenji Narisako     | 49.60     |                      |
| 6         | UKR Stanislav Melnykov | 50.41     |                      |
| 7         | BRA Mahau Sugimachi    | 51.05     | Recorde pessoal      |
| 8         | FIN Jussi Heikkilä     | 51.42     | Recorde pessoal      |

| Bateria 2 | Bateria 2            | Bateria 2 | Bateria 2       |
| Pos.      | Atleta               | Tempo     | Notas           |
| --------- | -------------------- | --------- | --------------- |
| 1         | PUR Javier Culson    | 49.27 (Q) |                 |
| 2         | USA Bershawn Jackson | 49.34 (Q) |                 |
| 3         | JPN Kazuaki Yoshida  | 49.45 (Q) | Recorde pessoal |
| 4         | AUS Tristan Thomas   | 49.53 (q) |                 |
| 5         | GBR Rhys Williams    | 49.88     |                 |
| 6         | MLI Ibrahim Maïga    | 51.70     |                 |
|           | FRA Héni Kechi       | DSQ       |                 |
|           | JAM Josef Robertson  | DSQ       |                 |

| Bateria 3 | Bateria 3             | Bateria 3 | Bateria 3            |
| Pos.      | Atleta                | Tempo     | Notas                |
| --------- | --------------------- | --------- | -------------------- |
| 1         | USA Kerron Clement    | 48.39 (Q) |                      |
| 2         | JAM Danny McFarlane   | 48.65 (Q) |                      |
| 3         | TRI Jehue Gordon      | 48.66 (Q) | Recorde nacional     |
| 4         | DOM Félix Sánchez     | 48.76 (q) | Recorde da temporada |
| 5         | CUB Omar Cisneros     | 49.27 (q) |                      |
| 6         | BEL Michaël Bultheel  | 49.67     | Recorde pessoal      |
| 7         | BIZ Jonathan Williams | 52.41     |                      |
|           | IND Joseph G. Abraham | DSQ       |                      |

| Bateria 4 | Bateria 4                | Bateria 4 | Bateria 4 |
| Pos.      | Atleta                   | Tempo     | Notas     |
| --------- | ------------------------ | --------- | --------- |
| 1         | GBR Dai Greene           | 48.76 (Q) |           |
| 2         | RSA Louis Jacob van Zyl  | 49.48 (Q) |           |
| 3         | USA Angelo Taylor        | 49.64 (Q) |           |
| 4         | FRA Fadil Bellaabouss    | 49.73     |           |
| 5         | RUS Aleksandr Derevyagin | 49.83     |           |
|           | AUS Brendan Cole         | DSQ       |           |
|           | MOZ Kurt Couto           | DSQ       |           |
|           | UAE Ali Obaid Shirook    | DNF       |           |

### Semifinais
Estes são os resultados das semifinais. Os 16 atletas classificados foram divididos em duas baterias, se classificando para a final os três melhores de cada bateria (Q) mais os dois melhores tempos no geral (q).
| Semifinal 1 | Semifinal 1             | Semifinal 1 | Semifinal 1          |
| Pos.        | Atleta                  | Tempo       | Notas                |
| ----------- | ----------------------- | ----------- | -------------------- |
| 1           | USA Kerron Clement      | 48.00 (Q)   | Recorde da temporada |
| 2           | DOM Félix Sánchez       | 48.34 (Q)   | Recorde da temporada |
| 3           | PUR Javier Culson       | 48.43 (Q)   |                      |
| 4           | JAM Danny McFarlane     | 48.49 (q)   |                      |
| 5           | TRI Jehue Gordon        | 48.77 (q)   |                      |
| 6           | RSA Louis Jacob van Zyl | 48.80       |                      |
| 7           | URU Andrés Silva        | 49.34       | Recorde nacional     |
| 8           | AUS Brendan Cole        | 49.92       |                      |

| Semifinal 2 | Semifinal 2            | Semifinal 2 | Semifinal 2          |
| Pos.        | Atleta                 | Tempo       | Notas                |
| ----------- | ---------------------- | ----------- | -------------------- |
| 1           | USA Bershawn Jackson   | 48.23 (Q)   |                      |
| 2           | GBR Dai Greene         | 48.27 (Q)   | Recorde pessoal      |
| 3           | GRE Periklís Iakovákis | 48.73 (Q)   | Recorde da temporada |
| 4           | JAM Isa Phillips       | 48.93       |                      |
| 5           | CUB Omar Cisneros      | 49.21       |                      |
| 6           | USA Johnny Dutch       | 49.28       |                      |
| 7           | AUS Tristan Thomas     | 49.76       |                      |
| 8           | JPN Kazuaki Yoshida    | 50.34       |                      |

### Final
Estes são os resultados da final:
| Pos.              | Atleta                 | Tempo | Notas                |
| ----------------- | ---------------------- | ----- | -------------------- |
| Medalha de ouro   | USA Kerron Clement     | 47.91 |                      |
| Medalha de prata  | PUR Javier Culson      | 48.09 | Recorde nacional     |
| Medalha de bronze | USA Bershawn Jackson   | 48.23 |                      |
| 4                 | TRI Jehue Gordon       | 48.26 | Recorde nacional     |
| 5                 | GRE Periklís Iakovákis | 48.42 | Recorde da temporada |
| 6                 | JAM Danny McFarlane    | 48.65 |                      |
| 7                 | GBR Dai Greene         | 48.68 |                      |
| 8                 | DOM Felix Sánchez      | 50.11 |                      |

Legenda
| Recorde mundial       | Recorde mundial (World record)               |                       | Recorde africano                      | Recorde africano (African) |                                           | Q | Classificado por posição (Qualified) |
| Recorde do campeonato | Recorde do campeonato (Championship record)  | Recorde da América    | Recorde da América (Americas)         | q                          | Classificado por melhor tempo (Qualified) |   |                                      |
| Melhor marca do ano   | Melhor marca do ano (World leading)          | Recorde asiático      | Recorde asiático (Asian)              | DNS                        | Não largou (Did not start)                |   |                                      |
| Recorde nacional      | Recorde nacional (National record)           | Recorde europeu       | Recorde europeu (European)            | DNF                        | Não terminou (Did not finish)             |   |                                      |
| Recorde pessoal       | Recorde pessoal do atleta (Personal best)    | Recorde da Oceania    | Recorde da Oceania (Oceania)          | DSQ / DQ                   | Desclassificado (Disqualified)            |   |                                      |
| Recorde da temporada  | Recorde da temporada do atleta (Season best) | Recorde sul-americano | Recorde sul-americano (South America) | NM                         | Sem marca (No mark)                       |   |                                      |